# Justitieel Complex Schiphol
Justitieel Complex Schiphol (JCS) is een gebouw waarin meerdere justitiële instanties gevestigd zijn. Het staat op bedrijventerrein Noord-West nabij de Nederlandse luchthaven Schiphol.

## Oude complex
Nabij het zuidelijke einde van de Aalsmeerbaan bevond zich van 2003 tot 2013 in Oude Meer een justitieel complex met een rechtbank (dependance van Rechtbank Haarlem), een vestiging van het Openbaar Ministerie (dependance van het arrondissementsparket in Haarlem) en een cellencomplex, het Detentie- en Uitzetcentrum Schiphol-Oost, beheerd door de Koninklijke Marechaussee. In dit cellencomplex woedde in oktober 2005 een grote brand, waarbij elf gedetineerden omkwamen en vijftien gewonden vielen.
In november 2012 is een nieuw justitiecomplex aan een andere kant van het vliegveld in gebruik genomen. Het monument voor de Schipholbrand is nog steeds aan de Ten Pol in Oude Meer.

## Nieuwe complex
Het nieuwe complex aan de Duizendbladweg op het bedrijventerrein Schiphol Noord-West bij Badhoevedorp kwam in november 2012 gereed en biedt plaats aan:
- het detentie- en uitzetcentrum Noord-Holland van Dienst Justitiële Inrichtingen
- het aanmeldcentrum Schiphol van de Immigratie- en Naturalisatiedienst
- een nevenvestiging van Rechtbank Noord-Holland

De rechtbank wordt, in verband met de hier aanwezige voorzieningen waaronder die voor beveiliging, soms ook door andere rechtbanken gebruikt, zoals door Rechtbank Den Haag voor het MH17-strafproces.